# Harażanka
Harażanka (biał. Гаражанка; ros. Горожанка, Gorożanka) – wieś na Białorusi, w obwodzie mińskim, w rejonie borysowskim, w sielsowiecie Msciż. W 2009 roku liczyła 21 mieszkańców.